# Mercedes-Benz W202
De Mercedes-Benz W202 is de fabrieksbenaming voor de Mercedes C-Klasse die van 1993 tot 2001 is geproduceerd.

## Benaming
Het model is de opvolger van de 190 Serie. In 1993 kwam de W202 voor het eerst op de markt. Met de lancering van de W202 onderging de benaming van het Mercedes-Benz personenwagenprogramma een metamorfose. Niet langer werden de modellen aangeduid met louter cijfers, waarbij het cijfer vaak een indicatie was voor de motorisatie. Het programma werd aangeduid met letters gevolgd door cijfers. Vuistregel daarbij was hoe eerder de letter in het alfabet komt, hoe kleiner de auto is. Een C-Klasse is dan ook aanzienlijk kleiner dan bijvoorbeeld een S-Klasse.
De W202 had een zware taak om het succes van de 190 te evenaren. Uiteindelijk is dit inderdaad gelukt, en heden ten dage is de C-Klasse niet meer weg te denken uit het gamma van Mercedes-Benz.

## Design
Het uiterlijk van de C-Klasse was in 1993 niet bijster revolutionair, maar toch waren er enkele markante designelementen te vinden zoals de scherp uitgesneden achterlichten in driehoekvorm. Het design droeg zeker het bekende Mercedes-profiel; grote grille, vierkante koplampen en driehoekige achterlichten. Over het algemeen mag gezegd worden dat het een vrij tijdloos design is, dat ook tegenwoordig niet overdreven ouderwets overkomt. Wel opvallend is de hoek van de voorruit, die zeker in vergelijking met moderne auto's behoorlijk steil is.
Het interieur is degelijk, enigszins sober ontworpen. Een duidelijk instrumentarium, grote middenconsole en stevige materialen.

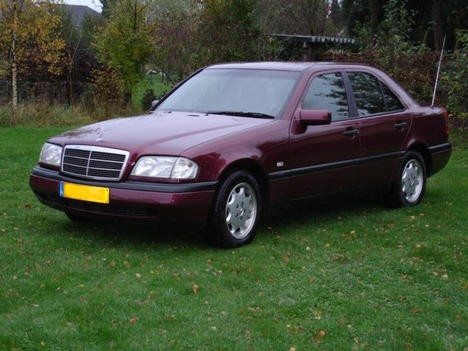

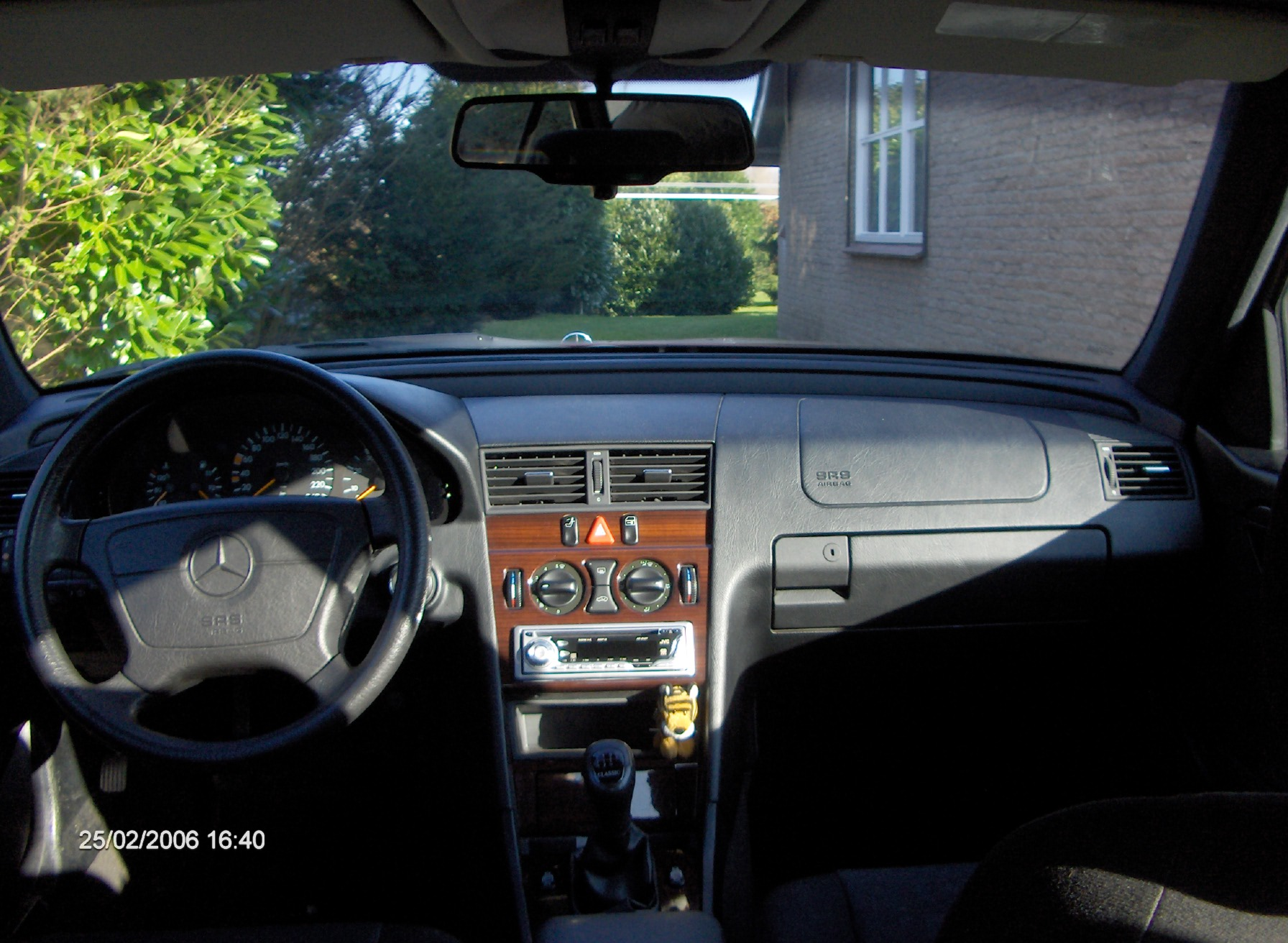
Interieur van een W202, hier in de uitvoering Mercedes-Benz C-Klasse Classic

## Rijeigenschappen
Het comfort in de Mercedes W202 is groot. Een rustig weggedrag, prettige stuurinrichting die met name op comfort afgesteld is. De W202 nodigt niet uit tot extreem bochtenwerk. De auto rijdt zeker, maar plotse richels of korte felle hobbels worden enigszins duidelijk aan de bestuurder doorgegeven. Ook is een W202 zijwindgevoelig. Een fikse zijwind heeft duidelijk invloed op de koets en de bestuurder zal deze nadrukkelijk voelen.

## Motoren en uitvoeringen
In de loop der jaren zijn er vele verschillende motoren en uitrustingsniveaus leverbaar geweest voor de W202.
Het begint in 1993 met de C180. Een 1,8 liter viercilinder-benzinemotor met 122 pk. Deze motor is gedurende de gehele levensloop van de W202 leverbaar geweest. Hierna kwamen de C200, met een 2,0 liter met 136 pk en C220, met 2,2 liter met 150 pk. Vanaf 1996 werd laatstgenoemde vervangen door de C230, die evenveel vermogen had maar iets meer koppel. Hier kwam ook een versie met supercharger met 193 pk. Topmodel was de C280, een 2,8 liter zescilinder-benzinemotor met 193 pk.
Ook dieselmotoren waren in vele variaties beschikbaar. Instapper was de C200 Diesel met 75 pk. Een enigszins zwakke motor voor de toch zware C-klasse. Hierna kwam de C220 diesel met 95 pk en 150 Nm. Topdiesel was de C250 diesel, een vijfcilinder met 113 pk. Deze werd in 1995 vervangen door de C250 Turbodiesel met turbolader, die 150 pk en 280 Nm leverde.
Sinds de W202 werkt Mercedes ook met verschillende uitvoeringen die voor de W202 niet zo duidelijk te herkennen en benoemd waren. Standaard werd de C Klasse geleverd als Classic. Een enigszins karige uitrusting zonder bijvoorbeeld elektrische ramen, stuurwiel niet verstelbaar en geen airco. Houtaccenten waren wel verwerkt in het interieur. Eerste optie was de Esprit, ditmaal geen houtaccenten met een sportievere carbonlook in het interieur. Ook dit is nog steeds een redelijk karige uitvoering. Volgende stap is de Elegance, een luxepakket waar fors voor bijbetaald moest worden. Ditmaal wel airco, vier elektrische ramen, hoogwaardige wortelnotenhoutaccenten in het interieur, armsteun tussen de voorstoelen en lichtmetalen wielen. Voor de sportieve rijders bestond het Sport-pakket. Dit leek enigszins op het Esprit-pakket maar was rijker uitgerust en had bovendien een verlaagd onderstel en sportieve strips rond de carrosserie.
Ondanks deze pakketten is de optie lijst lang geweest. Elke W202 was volledige uit te breiden met een complete waslijst aan opties. Schuif-kanteldak, klimaatregeling en stoelverwarming zijn enkele fraaie maar prijzige opties die leverbaar waren.

### AMG
AMG was in 1993 overgenomen door Daimler-Benz en in 1994 verscheen hun eerste product, de C36 AMG. Dit was in feite een C280 onder handen genomen door AMG. Hij beschikte over een 3,6 liter zes-in-lijn met 280 pk en 385 Nm. De enige transmissie beschikbaar was een viertraps-automaat. Ook had de auto andere ophanging en was hij 25 mm verlaagd. Hij ging van 0–100 km/u in 6,9 seconden. De topsnelheid was, ook toen al, begrensd op 250 km/u.
Na de facelift werd deze echter vervangen door de C43 AMG. Deze had een 4,3 liter V8 in het vooronder. Het was hetzelfde blok als in de E430 van die tijd, maar leverde dankzij AMG voortaan 306 pk bij 5850 tpm en 410 Nm vanaf 3250 tpm. De sprinttijd daalde naar 6,5 seconden en de topsnelheid zou onbegrensd 270 km/u bedragen. Ook was er op speciale bestelling de C55 AMG leverbaar, met 5,5 liter V8 met 347 pk. Uiteindelijk zou dit blok met 367 pk in 2004 terugkeren als dienstpaard in de W203 C55 AMG.

### Gegevens
Benzine
| Sedan            | Sedan     | Sedan     | Sedan   | Sedan    | Sedan  | Sedan                                    | Sedan         | Sedan          | Sedan       |
| Type             | Motor     | Motor     | Motor   | Vermogen | Koppel | Transmissie                              | 0–100 km/u    | Topsnelheid    | Jaartal     |
| Type             | Inhoud    | Cilinders | Kleppen | Vermogen | Koppel | Transmissie                              | 0–100 km/u    | Topsnelheid    | Jaartal     |
| ---------------- | --------- | --------- | ------- | -------- | ------ | ---------------------------------------- | ------------- | -------------- | ----------- |
| C 180            | 1.796 cm³ | 4-in-lijn | 16V     | 122 pk   | 170 Nm | handgeschakelde 5-bak / 4-traps automaat | 12,2 / 13,0 s | 193 / 190 km/u | 1993 - 1995 |
| C 180            | 1.796 cm³ | 4-in-lijn | 16V     | 122 pk   | 170 Nm | handgeschakelde 5-bak / 5-traps automaat | 12,0 / 13,0 s | 193 / 190 km/u | 1995 - 1997 |
| C 200            | 1.998 cm³ | 4-in-lijn | 16V     | 136 pk   | 190 Nm | handgeschakelde 5-bak / 4-traps automaat | 10,8 / 11,4 s | 198 / 195 km/u | 1994 - 1995 |
| C 200            | 1.998 cm³ | 4-in-lijn | 16V     | 136 pk   | 190 Nm | handgeschakelde 5-bak / 4-traps automaat | 11,0 / 11,5 s | 203 / 200 km/u | 1995 - 1996 |
| C 220            | 2.199 cm³ | 4-in-lijn | 16V     | 150 pk   | 210 Nm | handgeschakelde 5-bak / 4-traps automaat | 10,4 / 10,5 s | 210 / 207 km/u | 1993 - 1995 |
| C 220            | 2.199 cm³ | 4-in-lijn | 16V     | 150 pk   | 210 Nm | handgeschakelde 5-bak / 5-traps automaat | 10,5 / 10,6 s | 210 / 207 km/u | 1996 - 1997 |
| C 230            | 2.295 cm³ | 4-in-lijn | 16V     | 150 pk   | 220 Nm | handgeschakelde 5-bak / 5-traps automaat | 10,5 / 10,6 s | 210 / 207 km/u | 1995 - 1997 |
| C 230 Kompressor | 2.295 cm³ | 4-in-lijn | 16V     | 193 pk   | 280 Nm | handgeschakelde 5-bak / 5-traps automaat | 8,4 / 9,0 s   | 230 / 227 km/u | 1995 - 1997 |
| C 280            | 2.799 cm³ | 6-in-lijn | 24V     | 193 pk   | 270 Nm | handgeschakelde 5-bak / 4-traps automaat | 8,8 / 8,5 s   | 230 / 227 km/u | 1993 - 1995 |
| C 280            | 2.799 cm³ | 6-in-lijn | 24V     | 193 pk   | 270 Nm | handgeschakelde 5-bak / 5-traps automaat | 9,0 / 8,5 s   | 230 / 227 km/u | 1995 - 1997 |
| C 36 AMG         | 3.606 cm³ | 6-in-lijn | 24V     | 280 pk   | 385 Nm | 4-traps automaat                         | 6,9 s         | 250 km/u       | 1994 - 1995 |
| C 36 AMG         | 3.606 cm³ | 6-in-lijn | 24V     | 280 pk   | 385 Nm | 5-traps automaat                         | 6,7 s         | 250 km/u       | 1995 - 1997 |

| Combi | Combi     | Combi     | Combi   | Combi    | Combi  | Combi                                    | Combi         | Combi          | Combi       |
| Type  | Motor     | Motor     | Motor   | Vermogen | Koppel | Transmissie                              | 0–100 km/u    | Topsnelheid    | Jaartal     |
| Type  | Inhoud    | Cilinders | Kleppen | Vermogen | Koppel | Transmissie                              | 0–100 km/u    | Topsnelheid    | Jaartal     |
| ----- | --------- | --------- | ------- | -------- | ------ | ---------------------------------------- | ------------- | -------------- | ----------- |
| C 180 | 1.796 cm³ | 4-in-lijn | 16V     | 122 pk   | 170 Nm | handgeschakelde 5-bak / 5-traps automaat | 12,5 / 13,3 s | 190 / 187 km/u | 1996 - 1997 |
| C 200 | 1.998 cm³ | 4-in-lijn | 16V     | 136 pk   | 190 Nm | handgeschakelde 5-bak / 5-traps automaat | 11,3 / 12,1 s | 200 / 197 km/u | 1996 - 1997 |
| C 230 | 2.295 cm³ | 4-in-lijn | 16V     | 150 pk   | 220 Nm | handgeschakelde 5-bak / 5-traps automaat | 10,7 / 11,3 s | 207 / 204 km/u | 1996 - 1997 |

Diesel
| Sedan             | Sedan     | Sedan     | Sedan   | Sedan    | Sedan  | Sedan                                    | Sedan         | Sedan          | Sedan       |
| Type              | Motor     | Motor     | Motor   | Vermogen | Koppel | Transmissie                              | 0–100 km/u    | Topsnelheid    | Jaartal     |
| Type              | Inhoud    | Cilinders | Kleppen | Vermogen | Koppel | Transmissie                              | 0–100 km/u    | Topsnelheid    | Jaartal     |
| ----------------- | --------- | --------- | ------- | -------- | ------ | ---------------------------------------- | ------------- | -------------- | ----------- |
| C 200 Diesel      | 1.997 cm³ | 4-in-lijn | 8V      | 75 pk    | 130 Nm | handgeschakelde 5-bak / 4-traps automaat | 18,4 / 19,9 s | 160 / 157 km/u | 1993 - 1995 |
| C 220 Diesel      | 2.155 cm³ | 4-in-lijn | 16V     | 95 pk    | 150 Nm | handgeschakelde 5-bak / 4-traps automaat | 16,3 / 17,4 s | 175 / 172 km/u | 1993 - 1995 |
| C 220 Diesel      | 2.155 cm³ | 4-in-lijn | 16V     | 95 pk    | 150 Nm | handgeschakelde 5-bak / 5-traps automaat | 16,3 / 17,4 s | 175 / 172 km/u | 1995 - 1997 |
| C 250 Diesel      | 2.497 cm³ | 5-in-lijn | 20V     | 113 pk   | 170 Nm | handgeschakelde 5-bak / 4-traps automaat | 14,8 / 15,6 s | 190 / 187 km/u | 1993 - 1995 |
| C 250 Turbodiesel | 2.497 cm³ | 5-in-lijn | 20V     | 150 pk   | 280 Nm | handgeschakelde 5-bak / 5-traps automaat | 10,2 / 9,9 s  | 203 / 200 km/u | 1995 - 1997 |

| Combi             | Combi     | Combi     | Combi   | Combi    | Combi  | Combi                                    | Combi         | Combi          | Combi       |
| Type              | Motor     | Motor     | Motor   | Vermogen | Koppel | Transmissie                              | 0–100 km/u    | Topsnelheid    | Jaartal     |
| Type              | Inhoud    | Cilinders | Kleppen | Vermogen | Koppel | Transmissie                              | 0–100 km/u    | Topsnelheid    | Jaartal     |
| ----------------- | --------- | --------- | ------- | -------- | ------ | ---------------------------------------- | ------------- | -------------- | ----------- |
| C 220 Diesel      | 2.155 cm³ | 4-in-lijn | 16V     | 95 pk    | 150 Nm | handgeschakelde 5-bak / 5-traps automaat | 16,6 / 17,7 s | 173 / 170 km/u | 1995 - 1997 |
| C 250 Turbodiesel | 2.497 cm³ | 5-in-lijn | 20V     | 150 pk   | 280 Nm | handgeschakelde 5-bak / 5-traps automaat | 10,5 / 10,3 s | 200 / 198 km/u | 1995 - 1997 |

## Facelift
In 1997 kreeg de W202 een facelift. Koplampen, achterlichten, spoilers en strips, details in het interieur en bekledingen werden vernieuwd.
Het belangrijkst was echter de vervanging van de dieselmotoren, vanaf 1997 kwam de sterke, direct ingespoten 220 CDI in het gamma naast de al bekende conventionele 220 Diesel. De nieuwe 220 CDI leverde 125 pk, en een -voor die tijd- zeer hoog koppel van 300 Nm, dat al beschikbaar was vanaf 1800 toeren per minuut. Deze motor maakte van de C-klasse ineens ook een snelle middenklasser diesel, een sprint van 0–100 km/h in 10,8 seconden en een topsnelheid van 194 km/h (versie met automaat). In 1998 werd ook de 220 Diesel vervangen door een common-rail diesel, de 200 CDI. Deze motor leverde 102 pk en een koppel van 235 Nm bij 1500 toeren per minuut. Een sprint naar de 100 km/h kon gedaan worden in 13,4 seconden, en de C 200 CDI stopte pas met versnellen als men 183 km/h reed.
Naast de twee moderne CDI motoren werd ook een conventioneler Turbodiesel model geïntroduceerd in 1997; de C 250 Turbodiesel. Hoewel met 150 pk aan boord sneller dan de 220 CDI (0-100 in 9,9 seconden en een topsnelheid van 200 km/h (versie met automaat)) was het koppel marginaal lager; 280 NM bij 1800 toeren per minuut.
Ook groot nieuws bij de facelift was de introductie van 2 nieuwe benzine motoren, de C 240 en C 280.
De C 240 loste de in 1996 geïntroduceerde C 230 af, die zelf de opvolger van de oorspronkelijke C 220 uit 1993 was; Mercedes-Benz had een nieuwe zescilinder ontwikkeld met drie kleppen per cilinder die 20 pk sterker was dan het oude blok; 170 tegen 150, en bovendien ook zuiniger. Ging de sprint naar '100' in de C 230 nog in 10,5 seconden, de 240 kon de C-klasse in 9,3 seconden naar dezelfde snelheid slepen. De topsnelheid steeg van 210 naar 218 km/h.
Nog revolutionairder was de nieuwe C 280, hoewel er eerder ook een C 280 verkrijgbaar was, hadden deze twee motoren niet meer zoveel met elkaar te maken. De oude 280 was een 6-in-lijn en leverde 193 pk bij 5500 toeren per minuut, de nieuwe, een 18V V6, 197 pk bij 5800. Hoewel 4 pk winst niet zoveel is, was de nieuwe 280 toch een stuk sneller dan de oude door een hoop innovatieve vernieuwingen, de inspuiting veranderde, er kwam een nieuwe, betere, klepbediening, de nieuwe 280 had 18 kleppen, 12 bougies, verstelbare inlaatbuizen en een balansas. Dit gecombineerd met allerlei nieuwe elektronica, maakte van de nieuwe C 280 een heel andere auto. Waar de oude 280 in 9,0 seconden naar de 100 km/h sprintte, deed de nieuwe dit in slechts 8,3 seconden. De topsnelheid steeg van 230 km/h naar 232 km/h. Dankzij de vernieuwingen die Mercedes-Benz had doorgevoerd, was de nieuwe C 280 bovendien niet alleen zeer snel, maar ook comfortabeler, stiller en in het bezit van een rustiger lopende motor.
De productie van de W202 werd in 2001 stopgezet, dit ten faveure van zijn opvolger; de C-klasse W203.

### Gegevens
Benzine
| Sedan            | Sedan     | Sedan     | Sedan   | Sedan    | Sedan  | Sedan                                    | Sedan         | Sedan          | Sedan       |
| Type             | Motor     | Motor     | Motor   | Vermogen | Koppel | Transmissie                              | 0–100 km/u    | Topsnelheid    | Jaartal     |
| Type             | Inhoud    | Cilinders | Kleppen | Vermogen | Koppel | Transmissie                              | 0–100 km/u    | Topsnelheid    | Jaartal     |
| ---------------- | --------- | --------- | ------- | -------- | ------ | ---------------------------------------- | ------------- | -------------- | ----------- |
| C 180            | 1.796 cm³ | 4-in-lijn | 16V     | 122 pk   | 170 Nm | handgeschakelde 5-bak / 5-traps automaat | 12,0 / 13,0 s | 193 / 190 km/u | 1997 - 2000 |
| C 200            | 1.998 cm³ | 4-in-lijn | 16V     | 136 pk   | 190 Nm | handgeschakelde 5-bak / 5-traps automaat | 11,0 / 11,5 s | 203 / 200 km/u | 1997 - 2000 |
| C 230 Kompressor | 2.295 cm³ | 4-in-lijn | 16V     | 193 pk   | 280 Nm | handgeschakelde 5-bak / 5-traps automaat | 8,4 / 8,4 s   | 230 / 227 km/u | 1997 - 2000 |
| C 240            | 2.398 cm³ | V6        | 18V     | 170 pk   | 225 Nm | handgeschakelde 5-bak / 5-traps automaat | 9,3 / 9,9 s   | 218 / 214 km/u | 1997 - 2000 |
| C 280            | 2.799 cm³ | V6        | 18V     | 197 pk   | 265 Nm | handgeschakelde 5-bak / 5-traps automaat | 9,3 / 11,8 s  | 232 / 202 km/u | 1997 - 2000 |
| C 43 AMG         | 4.266 cm³ | V8        | 32V     | 306 pk   | 410 Nm | 5-traps automaat                         | 6,5 s         | 250 km/u       | 1997 - 2000 |
| C 55 AMG         | 5.439 cm³ | V8        | 32V     | 347 pk   | 510 Nm | 5-traps automaat                         | 5,5 s         | 250 km/u       | 1998 - 2000 |

| Combi            | Combi     | Combi     | Combi   | Combi    | Combi  | Combi                                    | Combi         | Combi          | Combi       |
| Type             | Motor     | Motor     | Motor   | Vermogen | Koppel | Transmissie                              | 0–100 km/u    | Topsnelheid    | Jaartal     |
| Type             | Inhoud    | Cilinders | Kleppen | Vermogen | Koppel | Transmissie                              | 0–100 km/u    | Topsnelheid    | Jaartal     |
| ---------------- | --------- | --------- | ------- | -------- | ------ | ---------------------------------------- | ------------- | -------------- | ----------- |
| C 180            | 1.796 cm³ | 4-in-lijn | 16V     | 122 pk   | 170 Nm | handgeschakelde 5-bak / 5-traps automaat | 12,5 / 13,3 s | 190 / 187 km/u | 1997 - 2000 |
| C 180            | 1.998 cm³ | 4-in-lijn | 16V     | 129 pk   | 190 Nm | handgeschakelde 6-bak / 5-traps automaat | 11,2 / 12,3 s | 197 / 194 km/u | 2000 - 2001 |
| C 200            | 1.998 cm³ | 4-in-lijn | 16V     | 136 pk   | 190 Nm | handgeschakelde 5-bak / 5-traps automaat | 11,3 / 12,1 s | 200 / 197 km/u | 1997 - 2000 |
| C 240            | 2.398 cm³ | V6        | 18V     | 170 pk   | 225 Nm | handgeschakelde 5-bak / 5-traps automaat | 9,5 / 10,1 s  | 216 / 212 km/u | 1997 - 2000 |
| C 200 Kompressor | 1.998 cm³ | 4-in-lijn | 16V     | 163 pk   | 230 Nm | handgeschakelde 6-bak / 5-traps automaat | 9,3 / 9,8 s   | 215 / 212 km/u | 2000 - 2001 |
| C 230 Kompressor | 2.295 cm³ | 4-in-lijn | 16V     | 193 pk   | 280 Nm | handgeschakelde 5-bak / 5-traps automaat | 8,5 / 8,5 s   | 226 / 223 km/u | 1997 - 2000 |
| C 280            | 2.799 cm³ | V6        | 18V     | 197 pk   | 265 Nm | handgeschakelde 5-bak / 5-traps automaat | 8,5 / 8,7 s   | 230 / 226 km/u | 1997 - 2000 |
| C 280            | 2.799 cm³ | V6        | 18V     | 197 pk   | 265 Nm | handgeschakelde 6-bak / 5-traps automaat | 8,2 / 8,7 s   | 229 / 226 km/u | 2000 - 2001 |
| C 43 AMG         | 4.266 cm³ | V8        | 32V     | 306 pk   | 410 Nm | 5-traps automaat                         | 6,7 s         | 250 km/u       | 1997 - 2001 |
| C 55 AMG         | 5.439 cm³ | V8        | 32V     | 347 pk   | 510 Nm | 5-traps automaat                         | 5,7 s         | 250 km/u       | 1998 - 2000 |

Diesel
| Sedan             | Sedan     | Sedan     | Sedan   | Sedan    | Sedan  | Sedan                                    | Sedan         | Sedan          | Sedan       |
| Type              | Motor     | Motor     | Motor   | Vermogen | Koppel | Transmissie                              | 0–100 km/u    | Topsnelheid    | Jaartal     |
| Type              | Inhoud    | Cilinders | Kleppen | Vermogen | Koppel | Transmissie                              | 0–100 km/u    | Topsnelheid    | Jaartal     |
| ----------------- | --------- | --------- | ------- | -------- | ------ | ---------------------------------------- | ------------- | -------------- | ----------- |
| C 220 Diesel      | 2.155 cm³ | 4-in-lijn | 16V     | 95 pk    | 150 Nm | handgeschakelde 5-bak / 5-traps automaat | 16,3 / 17,4 s | 175 / 172 km/u | 1997 - 1998 |
| C 200 CDI         | 2.151 cm³ | 4-in-lijn | 16V     | 102 pk   | 235 Nm | handgeschakelde 5-bak / 5-traps automaat | 13,4 / 13,7 s | 183 / 181 km/u | 1998 - 2000 |
| C 220 CDI         | 2.151 cm³ | 4-in-lijn | 16V     | 125 pk   | 300 Nm | handgeschakelde 5-bak / 5-traps automaat | 10,5 / 10,8 s | 198 / 194 km/u | 1997 - 2000 |
| C 250 Turbodiesel | 2.497 cm³ | 5-in-lijn | 20V     | 150 pk   | 280 Nm | handgeschakelde 5-bak / 5-traps automaat | 10,2 / 9,9 s  | 203 / 200 km/u | 1997 - 2000 |

| Combi             | Combi     | Combi     | Combi   | Combi    | Combi  | Combi                                    | Combi         | Combi          | Combi       |
| Type              | Motor     | Motor     | Motor   | Vermogen | Koppel | Transmissie                              | 0–100 km/u    | Topsnelheid    | Jaartal     |
| Type              | Inhoud    | Cilinders | Kleppen | Vermogen | Koppel | Transmissie                              | 0–100 km/u    | Topsnelheid    | Jaartal     |
| ----------------- | --------- | --------- | ------- | -------- | ------ | ---------------------------------------- | ------------- | -------------- | ----------- |
| C 220 Diesel      | 2.155 cm³ | 4-in-lijn | 16V     | 95 pk    | 150 Nm | handgeschakelde 5-bak / 5-traps automaat | 16,6 / 17,7 s | 173 / 170 km/u | 1997 - 1998 |
| C 200 CDI         | 2.151 cm³ | 4-in-lijn | 16V     | 102 pk   | 235 Nm | handgeschakelde 5-bak / 5-traps automaat | 13,8 / 14,1 s | 183 / 181 km/u | 1998 - 2001 |
| C 220 CDI         | 2.151 cm³ | 4-in-lijn | 16V     | 125 pk   | 300 Nm | handgeschakelde 5-bak / 5-traps automaat | 11,0 / 11,3 s | 195 / 192 km/u | 1997 - 2001 |
| C 250 Turbodiesel | 2.497 cm³ | 5-in-lijn | 20V     | 150 pk   | 280 Nm | handgeschakelde 5-bak / 5-traps automaat | 10,5 / 10,3 s | 200 / 198 km/u | 1997 - 2001 |